# Gli ultimi ragazzi sulla Terra (serie animata)
Gli ultimi ragazzi sulla Terra (The Last Kids on Earth) è una serie animata statunitense-canadese del 2019, adattamento dell'omonima serie di romanzi per ragazzi di Max Brallier.

## Personaggi
- Jack Sullivan, doppiato da Nick Wolfhard
- Dirk Savage, doppiato da Charles Demers
- June Del Toro, doppiata da Montserrat Hernandez
- Quint Baker, doppiato da Garland Whitt
- Rover, doppiato da Brian Drummond
- Bardle, doppiato da Mark Hamill[2]
- Skaelka, doppiata da Catherine O'Hara[3]
- Thrull, doppiato da Keith David
- Chef, doppiato da Bruce Campbell[3]
- Rezzoch, doppiata da Rosario Dawson[2]

## Episodi
| nº      | Titolo originale              | Titolo italiano                | Pubblicazione USA | Pubblicazione Italia |
| Libro 1 | Libro 1                       | Libro 1                        | Libro 1           | Libro 1              |
| ------- | ----------------------------- | ------------------------------ | ----------------- | -------------------- |
| 1       | The Last Kids on Earth        | Gli ultimi ragazzi sulla Terra | 17 settembre 2019 | 17 settembre 2019    |
| Libro 2 |                               |                                |                   |                      |
| 1       | Mall Quest                    | Missione al centro commerciale | 17 aprile 2020    | 17 aprile 2020       |
| 2       | Jack the Slayer               | Jack l'eroe                    | 17 aprile 2020    | 17 aprile 2020       |
| 3       | Bestiary Master               | Il campione del bestiario      | 17 aprile 2020    | 17 aprile 2020       |
| 4       | The Zombie Parade             | La parata zombie               | 17 aprile 2020    | 17 aprile 2020       |
| 5       | The Thrull of Victory         | Il vittorioso Thrull           | 17 aprile 2020    | 17 aprile 2020       |
| 6       | Stay on Target                | Concentrazione                 | 17 aprile 2020    | 17 aprile 2020       |
| 7       | June Gloom                    | La malinconia di June          | 17 aprile 2020    | 17 aprile 2020       |
| 8       | Follow That Butler            | Segui quel maggiordomo         | 17 aprile 2020    | 17 aprile 2020       |
| 9       | Always Darkest                | Il momento più buio            | 17 aprile 2020    | 17 aprile 2020       |
| 10      | Dawn of Rezzoch               | Il risveglio di Rezzoch        | 17 aprile 2020    | 17 aprile 2020       |
| Libro 3 |                               |                                |                   |                      |
| 1       | Energy Crisis                 | Crisi energetica               | 16 ottobre 2020   | 16 ottobre 2020      |
| 2       | Zombies Killed the Radio Star | Gli zombie e la radio          | 16 ottobre 2020   | 16 ottobre 2020      |
| 3       | Tournament of the Dead        | Il torneo apocalittico         | 16 ottobre 2020   | 16 ottobre 2020      |
| 4       | Nightmare King                | Il re degli incubi             | 16 ottobre 2020   | 16 ottobre 2020      |
| 5       | Junkyard Jack                 | Jack e la discarica            | 16 ottobre 2020   | 16 ottobre 2020      |
| 6       | Tunnel Vision                 | Visione a tunnel               | 16 ottobre 2020   | 16 ottobre 2020      |
| 7       | Zom-B-Goners                  | Piano antizombie               | 16 ottobre 2020   | 16 ottobre 2020      |
| 8       | Funland                       | Funland                        | 16 ottobre 2020   | 16 ottobre 2020      |
| 9       | Belly of the Beast            | Jack e la bestia               | 16 ottobre 2020   | 16 ottobre 2020      |
| 10      | Stay Tuned                    | Collegamento radio             | 16 ottobre 2020   | 16 ottobre 2020      |

| nº                   | Titolo originale                                | Titolo italiano                                    | Pubblicazione USA    | Pubblicazione Italia |
| Speciale interattivo | Speciale interattivo                            | Speciale interattivo                               | Speciale interattivo | Speciale interattivo |
| -------------------- | ----------------------------------------------- | -------------------------------------------------- | -------------------- | -------------------- |
| –                    | The Last Kids on Earth: Happy Apocalypse to You | Gli ultimi ragazzi sulla Terra: Felice apocalisse! | 6 aprile 2021        | 6 aprile 2021        |

## Produzione
Il 26 settembre 2017 venne annunciato che lo studio d'animazione Atomic Cartoons appartenente a Thunderbird Entertainment aveva opzionato i diritti della serie di romanzi Gli ultimi ragazzi sulla Terra con l'intenzione di creare una serie animata televisiva.

## Distribuzione
La serie ha debuttato su Netflix il 17 settembre 2019 con un singolo episodio da 66 minuti, adattamento del primo libro della serie. Una seconda stagione, stavolta composta da 10 episodi da 22 minuti e adattamento del secondo libro, ha debuttato su Netflix il 17 aprile 2020. Una terza stagione, tratta dal terzo libro, è stata distribuita dal 16 ottobre 2020. Uno speciale interattivo è stato distribuito il 6 aprile 2021.

## Riconoscimenti
- Daytime Emmy Award 2020
  - Outstanding Special Class Animated Program per Max Brallier, Matthew Berkowitz, Jennifer McCarron e Scott Peterson[11]